# محمد أختر
محمد أختر (12 ديسمبر 1977 في باكستان - ) (بالإنجليزية: Mohammad Akhtar)‏ هو لاعب كريكت بريطاني. لعب مع Essex Cricket Board ‏.